# Courage C50
 (août 2017).
Si vous disposez d'ouvrages ou d'articles de référence ou si vous connaissez des sites web de qualité traitant du thème abordé ici, merci de compléter l'article en donnant les références utiles à sa vérifiabilité et en les liant à la section « Notes et références ».
Chronologie des modèles
Courage C41 Courage C51
La Courage C50 est une voiture de course construite par Courage Compétition pour prendre la suite de la Courage C41 aux 24 Heures du Mans. Un châssis a été assemblé à partir d'un châssis de C41 (le C41-005). Courage Compétition engage une C50 aux 24 Heures du Mans 1998 pour Yojiro Terada, Franck Fréon et Olivier Thévenin, décorée de fleurs par l'artiste japonais Hiro Yamagata et sponsorisée par la chaîne de magasins AMPM. Elle sera classée 15ème au classement général. Pescarolo Promotion Racing Team a fait courir cette voiture aux 24 Heures du Mans 1999, se classant 9ème.

## Résultats sportifs
| Course            | Date          | no | Écurie                          | Pilotes                                  | Châssis                   | Classement |
| Course            | Date          | no | Écurie                          | Pilotes                                  | Moteur                    | Classement |
| ----------------- | ------------- | -- | ------------------------------- | ---------------------------------------- | ------------------------- | ---------- |
| 24 Heures du Mans | 12 au 13 juin | 14 | Pescarolo Promotion Racing Team | Henri Pescarolo Michel Ferté Patrice Gay | C41-005➜C51-4-98          | 9e         |
| 24 Heures du Mans | 12 au 13 juin | 14 | Pescarolo Promotion Racing Team | Henri Pescarolo Michel Ferté Patrice Gay | Porsche 3.0L Turbo Flat-6 | 9e         |